# Tero Pitkämäki
Tero Pitkämäki (Ilmajoki, 19. prosinca 1982.) je finski atletski predstavnik u bacanju koplja i svjetski prvak iz Osake.
Osim tog uspjeha može se pohvaliti osvajanjem srebrnog odličja s europskog prvenstva 2006. u Gothenburgu. Osobni rekord mu je 91,53 m do kojeg je dobacio u kolovozu 2005. godine. Sudjelovao je i na Olimpijskim igrama u Ateni 2004. ali je najlošijim hitcem u finalu (83,01 m) osvojio osmo mjesto, no na OI 2008. u Pekingu je osvojio brončanu medalju.